# 野根インターチェンジ
野根インターチェンジ（のねインターチェンジ）は高知県安芸郡東洋町野根で事業中のE55阿南安芸自動車道（海部野根道路、野根安倉道路）のインターチェンジである。

## 歴史
- 未定：海部IC - 野根IC間開通に伴い、供用開始予定。
- 未定：野根IC - 安倉交差点間開通に伴い、供用開始予定。

## 周辺
- 東洋町立野根中学校
- 東洋町立野根小学校
- 野根川

## 接続する道路
- E55 阿南安芸自動車道（海部野根道路、野根安倉道路）

### 直接道路
- 徳島県道・高知県道101号船津野根線

### 間接道路
- 国道493号（現道）（県道経由）
- 国道55号（現道）（県道・国道493号経由）

## 料金所
無料道路として整備されるため、料金所は設置されない予定。

## 隣
E55 阿南安芸自動車道（海部野根道路、野根安倉道路）
- 甲浦IC - 野根IC - 安倉交差点（国道493号現道と接続）